# Reinhard Majgl
Reinhard Majgl (* 4. Dezember 1949) ist ein ehemaliger deutscher Fußballspieler.

## Karriere
Reinhard Majgl bestritt von 1972 bis 1974 für den VfL Bochum insgesamt 44 Bundesligaspiele und erzielte dabei zehn Tore. VfL-Trainer Heinz Höher hatte den Stürmer von Schwarz-Weiß Essen mit an die Castroper Straße genommen. Er gab sein Bundesligadebüt in der Saison 1972/73 am 16. September 1972 beim 2:0-Auswärtssieg der Bochumer in Braunschweig. Vom VfL Bochum aus wechselte Majgl 1974 nach Belgien zur AS Eupen. Ein Jahr später wechselte er zu Fortuna Köln. In der 2. Fußball-Bundesliga absolvierte der Stürmer für die Kölner in den folgenden drei Jahren weitere 40 Spiele, erzielte dabei jedoch nur ein Tor. Nach einem einjährigen Gastspiel beim Verbandsligisten 1. FC Viersen wechselte Majgl 1979 in die Oberliga Nordrhein zum 1. FC Bocholt. Mit dem Verein wurde er 1979/80 Meister der Oberliga – Majgl erzielte elf Saisontore – und nahm an der Deutschen Amateurmeisterschaft teil. In der Zweitligaspielzeit 1980/81 kam er für den Aufsteiger in 36 Einsätzen auf elf Tore, da nach der Saison jedoch die eingleisige zweite Liga eingeführt wurde, waren die Chancen auf den Klassenerhalt gering und der Verein stieg trotz Rang 12 sofort wieder ab. In der Saison 1982/83 scheiterte Reinhard Majgl mit Bocholt als Oberliga-Vizemeister hinter Rot-Weiß Oberhausen knapp am Wiederaufstieg in die 2. Bundesliga, nahm dafür aber erneut an der Deutschen Amateurmeisterschaft teil. Im DFB-Pokal 1981/82 erreichte der Angreifer mit dem 1. FC Bocholt das Achtelfinale, wo man erst im Wiederholungsspiel dem 1. SC Göttingen 05 unterlag. In insgesamt elf DFB-Pokaleinsätzen markierte er acht Treffer.